# Portal de ses Taules
Koordinaten: 38° 54′ 29,8″ N, 1° 26′ 12″ O

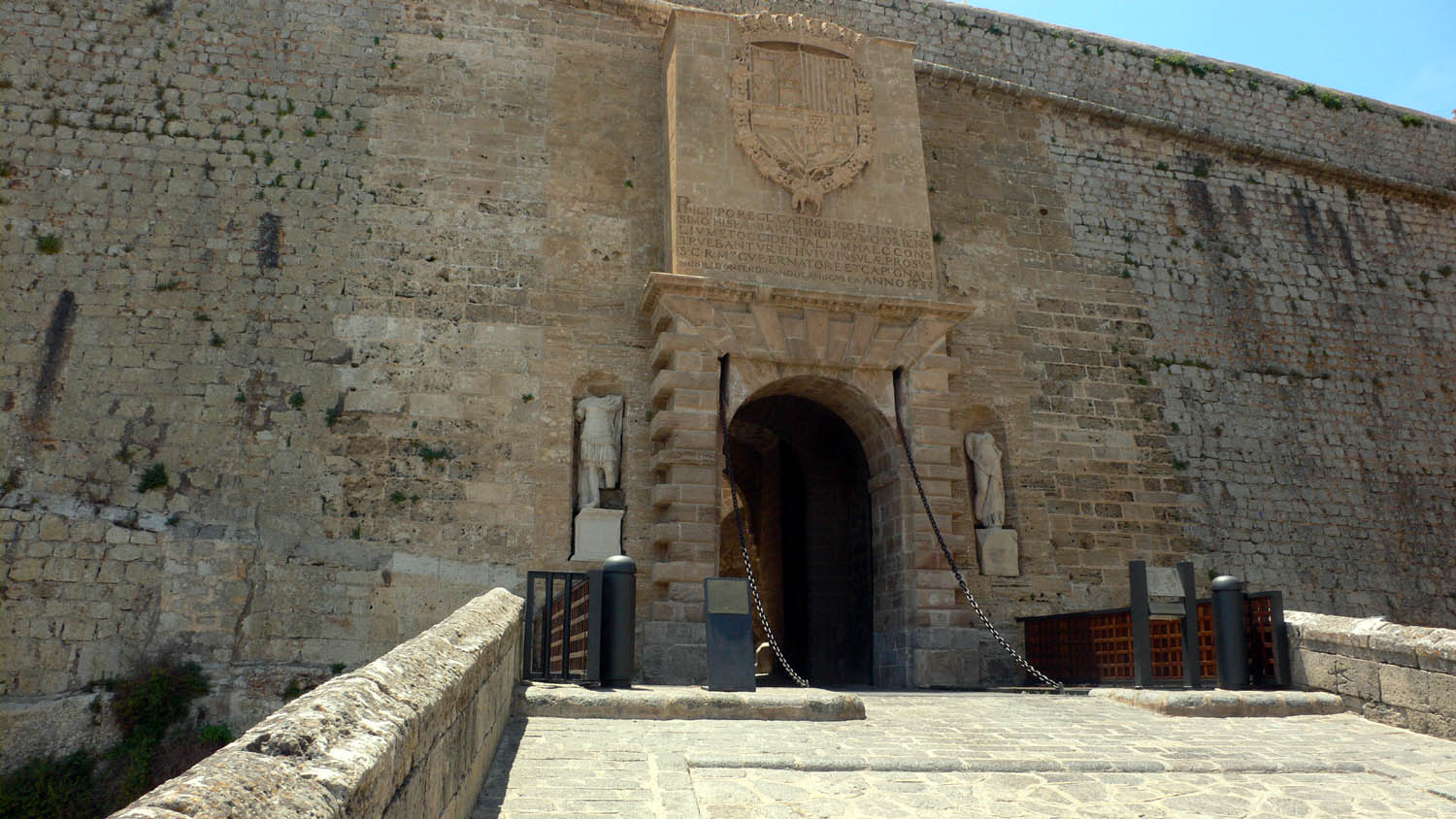

Das Portal de ses Taules ist der Haupteingang der ummauerten Einfassung der Altstadt von Ibiza. Das Portal liegt zwischen den Bastionen von Sant Joan und Santa Llúcia und wurde zwischen 1584 und 1585 erbaut. Im Jahre 1888 wurde der Graben vor dem Portal durch eine Zugbrücke mit Holzplanken ergänzt und eine gepflasterte Rampe angelegt. Die oberhalb des Tores angebrachte Tafel manifestierte die Ansprüche des damaligen spanischen Königs Philipp II. auf die Herrschaft über die Balearen. Mit dem Bau der Stadtmauer schützte der König die Insel auch vor den Angriffen von Piraten. Auf beiden Seiten des Portals befinden sich Repliken der ursprünglichen Statuen, die zwei Originale der römischen Statuen aus Marmor befinden sich im Museo Arqueológico von Ibiza.
Das Bauwerk steht unter Denkmalschutz.